# Голи у седлу
Голи у седлу (енгл. Easy Rider) је амерички независни друмски драмски филм из 1969. који су написали Питер Фонда, Денис Хопер и Тери Саутерн, у продукцији Фонде, а у режији Хопера. Фонда и Хопер играју двојицу бајкера који путују америчким југозападом и југом, носећи приход од посла са кокаином. Успех филма помогао је да се покрене нова холивудска ера филмског стваралаштва током раних 1970-их.
Значајан контракултурни филм и „камен темељац за генерацију“ који је „заокупио националну машту“, Голи у седлу истражује друштвени пејзаж, проблеме и тензије према адолесцентима у Сједињеним Државама током 1960-их, као што је успон хипи покрета, употреба дрога и заједнички начин живота. У сценама које приказују употребу марихуане и других супстанци коришћена је права дрога.
Дистрибуиран од стране студија Columbia Pictures 14. јула 1969. године, филм је зарадио 60 милиона долара широм света наспрам буџета за снимање који није био већи од 400.000 долара. Критичари су похвалили перформансе, режију, сценарио, партитуру и визуелни приказ. Био је номинован за два Оскара, уа категоријама за најбољи оригинални сценарио и најбољег споредног глумца (Џек Николсон). Године 1998, филм је изабран за чување од стране Конгресне библиотеке као „културолошки, историјски или естетски значајан“.

## Радња
Вајат и Били су слободни мотоциклисти. После шверцовања кокаина из Мексика у Лос Анђелес, продају робу и добијају велику суму новца. Са новцем стављеним у пластичну цев сакривену у резервоару за гориво осликаног звездама и пругама Вајатовог мотоцикла, њих двојица се возе на исток са циљем да стигну до Њу Орлеанса, у Луизијани, на време за фестивал Марди Гра.
Током свог путовања, Вајат и Били се заустављају да поправе пробушену гуму Вајатовог мотоцикла на једној фарми у Аризони, као и да ручају са фармером и његовом породицом. Касније, Вајат повезе хипи стопера, и он их позове да посете његову комуну, где остају до краја дана. У комуни се практикује „слободна љубав“. Две жене, Лиза и Сара, наизглед деле наклоност аутостоперског члана комуне пре него што скрену пажњу на Вајата и Билија. Док мотоциклисти одлазе, аутостопер даје Вајату мало ЛСД-а, да га подели са „правим људима“.
Док су се возили заједно са парадом у Новом Мексику, њих двојица бивају ухапшени због „парадирања без дозволе“ и бачени у затвор. Тамо се спријатељују са адвокатом Џорџом Хансоном, који је провео ноћ у затвору након што је претерао са алкохолом. Након што је поменуо да је радио за Америчку унију за грађанске слободе, Џорџ им помаже да изађу из затвора и он одлучује да отпутује са Вајатом и Билијем у Њу Орлеанс. Док су камповали те ноћи, Вајат и Били дају Џорџу марихуану. Као алкохоличар, Џорџ је испрва нерад да је испроба због страха да се „навуче“ и да она води до лошијих дрога, али брзо попушта.
Након што се зауставе да једу у ресторану у малом граду у Луизијани, трио привлачи пажњу локалног становништва. Девојке у ресторану мисле да су тројица момака привлачни, али мештани и полицајац дају омаловажавајуће коментаре и исмевају их. Вајат, Били и Џорџ одлучују да оду, након чега постављају камп ван града. Усред ноћи, група мештана насрће на трио, ударајући их тољагама. Били вришти и маше ножем, а нападачи одлазе. Вајат и Били су задобили лакше повреде, али је Џорџ претучен на смрт. Вајат и Били умотавају Џорџово тело у његову врећу за спавање, скупљају његове ствари и обећавају да ће ствари вратити његовој породици.
Они настављају до Њу Орлеанса и проналазе јавну кућу о којој им је Џорџ причао. Водећи са собом проститутке Карен и Мери, Вајат и Били лутају улицама испуњеним учесницима параде Марди Гра. Завршавају на гробљу у Француској четврти, где сво четворо користе ЛСД који је аутостопер дао Вајату.
Следећег јутра, док их на сеоском путу са две траке сустижу два мештана у старијем камионету, путник у камиону посегне за сачмаром, говорећи да ће их уплашити. Док пролазе поред Билија, путник пуца, а Били пада са мотоцикла. Камионет пролази поред Вајата који је стао, и он се враћа до Билија, проналазећи га како лежи на ивици пута и сав у крви. Вајат каже Билију да ће потражити помоћ и покрива Билијеву рану својом кожном јакном. Вајат се затим вози низ пут ка камионету док се окреће. Пролазећи у супротном смеру, путник поново пуца из пушке, овог пута кроз прозор са возачеве стране. Вајатов мотоцикл без возача лети кроз ваздух и распада се пре него што падне и буде захваћен пламеном.

## Глумачка подела
| Глумац       | Улога                    |
| ------------ | ------------------------ |
| Питер Фонда  | Вајат, „Капетан Америка“ |
| Денис Хопер  | Били                     |
| Џек Николсон | Џорџ Хансон              |
| Лук Аскју    | странац на аутопуту      |
| Фил Спектор  | веза                     |
| Карен Блек   | Карен                    |
| Тони Базил   | Мери                     |

Бриџет Фонда, Ден Хагерти и Кери Снодгрес нису потписани на шпици.

## Продукција

### Писање
Хоперова и Фондина прва сарадња била је у филму Трип (1967), који је написао Џек Николсон, који је имао теме и ликове сличне онима из филма Голи у седлу. Питер Фонда је постао „икона контракултуре“ у Дивљим анђелима (1966), где је успоставио „личност коју ће даље развијати у Трипу и Голима у седлу “.
Када је видео себе и Бруса Дерна у Дивљим анђелима, Питер Фонда је добио идеју о модерном вестерну, који укључује два бајкера који путују широм земље и на крају их упуцају брђани. Позвао је Дениса Хопера, и њих двојица су одлучили да то претворе у филм, Усамљеници, са Хопером као редитељем, Фондом као продуцентом, док би обојица глумили и написали сценарио. Довели су сценаристе Терија Саутерна, који је смислио коначни наслов. Филм је углавном сниман без сценарија, са продукт плејсмент репликама, а продукција је почела само са нацртом и именима протагониста. Задржавајући вестерн тему, Вајат је добио име по Вајату Ерпу, а Били по Билију Киду. Међутим, Саутерн је оспорио да је Хопер написао већи део сценарија. У интервјуу објављеном 2016. [Саутерн је умро 1995.] рекао је: „Знате да ако Ден Хопер импровизује десетак реплика и шест од њих буду усвојене, он ће добити заслуге за сценарио. Сада би било готово немогуће преувеличати његов допринос филму — али, Џорџ, он то успева сваки пут.“ Према Саутерну, Фонда је био под уговором да продуцира филм о мотоциклима са студијом American International Pictures, за који је Фонда пристао да дозволи Хоперу да режира. Према Саутерну, Фонда и Хопер нису тражили да буду потписани као сценаристи све до првих пројекција филма, што је захтевало Саутернов пристанак због политике удружења писаца. Саутерн каже да је пристао из осећаја другарства и да је Хопер касније преузео заслуге за цео сценарио.
Према биографу Терија Саутерна, Лију Хилу, улога Џорџа Хансона је написана за Саутерновог пријатеља, глумца Рипа Торна. Када се Торн састао са Хопером и Фондом у једном њујоршком ресторану почетком 1968. како би разговарали о улози, Хопер је почео да се жалу на „брђане“ које је срео на свом извиђачком путовању на југ. Торн, Тексашанин, изузео је неке од Хоперових примедби и њих двојица су замало дошли до сукоба, услед чега се Торн повукао из пројекта. Торна је заменио Џек Николсон, са којим се Хопер недавно појавио у филму Глава (заједно са ко-звездом филма, Тони Базил). Године 1994, Џеј Лено је интервјуисао Хопера о филму у емисији The Tonight Show with Jay Leno, а током интервјуа, Хопер је лажно тврдио да је Торн повукао нож на њега током свађе, док је заправо било обрнуто. Ово је разбеснело Торна, који је тужио Хопера за клевету тражећи одштету. Торн је на крају победио Хопера на суду по свим тачкама.

### Снимање
Продукцијски буџет износио је између 360.000 и 400.000 долара. Питер Фонда је рекао да је поврх овога, он лично платио трошкове путовања и смештаја за екипу, рекавши: „Сви су узимали моје кредитне картице и платили би све хотеле, храну, бензин.” Ласло Ковач је рекао да је додатних милион долара, „око три пута више од буџета за снимање остатка филма”, потрошено на лиценцирање музике која је додата током монтаже.
Према Билу Хејварду, придруженом продуценту филма, у интервјуима укљученим као бонус део DVD-ја филма, Shaking the Cage, Хопер је био тежак за сарадњу током снимања. Током пробног снимања на локацији у Њу Орлеансу, Хопер се борио са ад хок екипом продукције за контролу. У једном тренутку ушао је у физички сукоб са камерманом Баријем Фајнстајном. После овог превирања, Хопер и Фонда су одлучили да окупе одговарајућу екипу за остатак филма.
Наводно, ликови Вајата и Билија засновани су на Роџеру Мекгвину и Дејвиду Кросбију из бенда The Byrds.
Хипи комуна у филму је рекреирана према сликама и снимљена на месту које гледа на кањон Малибу, пошто комуна Њу Бафало у Аројо Хонду близу Таоса, Нови Мексико, није дозвољавала снимање на локацији.
Кратак снимак на почетку филма приказује Вајата и Билија на рути 66 у Флагстафу, Аризона, како пролазе поред велике фигуре дрвосече. Та статуа дрвосече — која се некада налазила испред кафеа Lumberjack Café — и даље је у Флагстафу, али сада стоји унутар J. Lawrence Walkup Skydome-а, на кампусу Универзитета Северне Аризоне. Друга, веома слична статуа је такође премештена из кафеа Lumberjack Café на спољашњи део Skydome-а.
Већина филма је снимљена ван студија уз природно осветљење. Хопер је рекао да је сво снимање на отвореном било његов намеран избор, јер је „Бог велики гафер”.
Поред возила са камером, продукција је користила два камиона од пет тона — један за опрему и за вучу приколице са генератором од 750 ампера, и други за до четири мотоцикла — док су се глумци и екипа превозили у моторном дому. Једна од локација била је Долина споменика.
Сцене ресторана са Фондом, Хопером и Николсоном снимљене су у Морганзи, Луизијана. Мушкарци и девојке у тој сцени били су мештани Морганзе. Да би подстакао више огорчених коментара локалних мушкараца, Хопер им је рекао да су ликови Билија, Вајата и Џорџа силовали и убили девојку ван града. Сцена у којој су Били и Вајат убијени снимљена је на аутопуту Луизијана север 105, недалеко од Кроц Спрингса, а друга два мушкарца у сцени — Џони Дејвид и Ди-Си Билодо — били су мештани Кроц Спрингса.
Док је снимао сцену на гробљу, Хопер је покушао да убеди Фонду да разговара са статуом Мадоне као да је то Фондина мајка (која је извршила самоубиство када је он имао 10 година) и пита је зашто га је напустила. Иако је Фонда оклевао, на крају је пристао. Касније је Фонда користио укључивање ове сцене, заједно са завршном сценом, као аргумент да убеди Боба Дилана да дозволи употребу обраде песме „It's Alright, Ma (I'm Only Bleeding)” Роџера Мекгвина.

### Постпродукција
Иако је снимљен у првој половини 1968. године, отприлике између фестивала Марди Гра и убиства Роберта Ф. Кенедија, са продукцијом која је почела 22. фебруара, филм није имао премијеру у САД све до јула 1969. године, након што је освојио награду на Канском филмском фестивалу у мају. До кашњења је делимично дошло због дуготрајног процеса монтаже. Инспирисан филмом 2001: Одисеја у свемиру, једна од Хоперових предложених верзија филма трајала је 220 минута.
На захтев Боба Рафелсона и Берта Шнајдера, Хенри Јаглом је доведен да монтира филм у садашњем облику, док је Шнајдер платио путовање у Таос за Хопера како не би ометао нову монтажу. Када је видео последњи рез, Хопер је првобитно био незадовољан, рекавши да је његов филм „претворен у ТВ емисију“, али је на крају прихватио, тврдећи да је Јаглом направио филм онако како је Хопер првобитно намеравао. Упркос великој улози коју је одиграо у обликовању филма, Јаглом је био потписан само као „Уређивачки консултант“.
Нејасно је колико је тачно било трајање оригиналне грубе верзије филма: четири сата, четири и по сата или пет сати. Године 1992. продуценти филма, Шнајдер и Рафелсон, тужили су студио Columbia Pictures због несталих негатива, монтираних снимака и оштећених отисака, сматрајући их немарнима у вези са овом имовином.
Неке од сцена које су биле у оригиналној верзији али су избрисане укључују:
- Оригинални увод приказује Вајата и Билија како наступају у каскадерској представи у Лос Анђелесу (њихови прави послови)
- Промотор је опљачкао Вајата и Билија
- Вајат и Били се туку са бајкерима
- Вајат и Били флертују са женама у биоскопу на отвореном
- Вајат и Били крстаре до Мексика и беже из Мексика да би набавили кокаин који касније продају
- Сложена полицијска и хеликоптерска потера која се догодила на почетку након договора са дрогом са полицијом која је јурила Вајата и Билија преко планина и преко мексичке границе
- Путовање из Лос Анђелеса монтирано је у целости уз песму групе Steppenwolf „Born to Be Wild” са билбордима на путу који нуде ироничне коментаре
- Вајата и Билија зауставља полицајац док су се возили мотоциклима преко аутопута
- Вајат и Били наилазе на афроамеричку мотоциклистичку банду
- Десет додатних минута за напету сцену у кафићу у Луизијани где Џорџ вешто чува мир
- Вајат и Били се пријављују у хотел пре него што оду код Мадам Тинкертој
- Проширена и много дужа секвенца Мадам Тинкертој
- Проширене верзије свих сцена логорске ватре, укључујући и загонетно финале у којем Вајат каже: „Упрскали смо, Били“.

Стил филма са нагли пресецима, прелазима кроз време, флешфорвардима, флешбековима, трзавом камера из руке, фрагментисаном наративом и импровизованом глумом може се посматрати као биоскопски превод психоделичног искуства. Питер Бискинд, аутор књиге Easy Riders, Raging Bulls писао је детаљније како је узимање ЛСД-а имало утицаја на филмове попут Голи у седлу.“

## Пријем

### Критички пријем
Роџер Иберт је додао овај филм на своју листу „Сјајни филмови“ 2004. године. Филм има оцену од 84% на Rotten Tomatoes-у на основу 55 рецензија. Консензус сајта каже: „Оштри и оригинални, Голи у седлу обухвата снове, наде и безнађе контракултуре из 1960-их.”

### Зарада
Филм је почео са приказивањем 14. јула 1969. у биоскопу Бикман у Њујорку и зарадио је за овај биоскоп рекордних 40.422 долара у првој недељи приказивања. Следеће недеље је зарадио још више, односно 46.609 долара. У својој четрнаестој недељи објављивања, био је филм број један на америчким биоскопским благајнама и задржао је позицију три недеље. Био је четврти филм са највећом зарадом из 1969. године, са светском зарадом од 60 милиона долара, укључујући 41,7 милиона долара на домаћем тржишту у САД и Канади.

### Признања
Године 1998. филм је додат у Национални филмски регистар Сједињених Држава, сматран „културолошки, историјски или естетски значајним“.
У априлу 2019. године, рестаурирана верзија филма је одабрана да буде приказана у секцији Класици Кана на Филмском фестивалу у Кану 2019.
Листе Америчког филмског института
- АФИ-јевих 100 година...100 филмова – #88

### Значај
Заједно са Бони и Клајдом и Дипломцем, филм Голи у седлу је помогао да се покрене нова холивудска ера током касних 1960-их и 1970-их. Велики филмски студији су схватили да се новац може зарадити од нискобуџетних филмова авангардних редитеља. Под јаким утицајем француског новог таласа, филмови такозваног „посткласичног Холивуда“ постали су генерација контракултуре која је све више разочарана својом владом, као и ефектима владе на свет у целини и на естаблишмент уопште. Иако се Џек Николсон појављује само као споредни глумац и у последњој половини филма, изузетна глумачка изведба је наговестила његов успон као филмске звезде, заједно са каснијим филмом Пет лаких комада у којем је имао главну улогу. Потпредседник Спиро Егњу критиковао је филм, заједно са бендом Jefferson Airplane, као примере пермисивности контракултуре 1960-их.
Успех филма и нова ера Холивуда у којој је он помогао дали су Хоперу прилику да поново режира уз потпуну уметничку контролу. Резултат је био Последњи филм из 1971. године, који је постигао запажен успех на благајнама и неуспех код критичара, што је ефективно окончало Хоперову каријеру редитеља дугу више од једне деценије.
Успех Голих у седлу је такође дао Фонди прилику да режира филм Каубој без мира, иако је ретко поново продуцирао неки филм.

## Музика
У „револуционарном” саундтреку филма налазили су се популарни рок извођачи укључујући The Band, The Byrds, Џимија Хендрикса и Steppenwolf. Монтажер Дон Камберн је користио различиту музику из сопствене колекције плоча како би гледање више сати мотоциклистичких снимака учинио занимљивијим током монтаже. Коришћена је већина Кембернове музике, са трошковима лиценцирања од милион долара, што је утростручило буџет филма. Екстензивна употреба поп и рок музике у филму била је слична ономе што је коришћено за филм Дипломац из 1967. године.
Боб Дилан је замољен да допринесе музици филма, али није био вољан да користи сопствени снимак песме „It's Alright, Ma (I'm Only Bleeding)”, па је уместо ње коришћена верзија коју је извео фронтмен групе The Byrds, Роџер Мекгвин. Такође, уместо да напише потпуно нову песму за филм, Дилан је једноставно написао први стих „Ballad of Easy Rider“ и рекао ствараоцима филма: „Дајте ово Мекгвину, он ће знати шта да ради са тим“. Мекгвин је завршио песму и извео је у филму.
Првобитно, Питер Фонда је намеравао да бенд Crosby, Stills, Nash, & Young напише потпуно оригиналну музику за филм, али то није успело из два разлога. Као прво, монтажер Дон Камберн је монтирао филму много ближе ономе што је било само замишљено као привремене нумере него што је то било уобичајено у то време, што је довело до тога да су сви укључени пронашли да су много прикладнији за материјал него што су првобитно мислили. Такође, након гледања пројекције филма са Камберновом монтажом, група је осетила да не може да побољша музику која је коришћена. С друге стране, Хопер је све више добијао контролу над сваким аспектом током пројекта и одлучио је да избаци групу иза Фондиних леђа, дајући бенду изговор: „Видите, ви сте заиста добри музичари, али искрено, не може свако ко се вози у лимузини да разуме мој филм, тако да ћу морати да кажем не, а ако ви покушате поново да уђете у студио, можда ћу морати да вам нанесем неку телесну повреду.”
Инспирисан филмом, Хендрикс је касније написао песму „Ezy Ryder”, са текстом који одражава теме филма.

## Кућни медији
The Criterion Collection је објавио филм у новембру 2010. године као део бокс сета America Lost and Found: The BBS Story. Садржао је два аудио коментара, један са глумцем-редитељем и писцем Денисом Хопером, други са Хопером, глумцем и сценаристом Питером Фондом и менаџером продукције Полом Луисом; два документарна филма о стварању и историји филма, Born to Be Wild (1995) и Easy Rider: Shaking the Cage (1999); телевизијске одломке који приказују Хопера и Фонду на филмском фестивалу у Кану; и нови видео интервју са суоснивачом BBS-а, Стивеном Блаунером.

## Наставак
Године 2012. објављен је наставак филма под називом Easy Rider: The Ride Back, у режији Дастина Рикерта. Филм говори о породици Вајата „Капетана Америке” Вилијамса од 1940-их до данас. Ниједан члан оригиналне глумачке или филмске екипе није био укључен у филм, који је продуцирао и написао аматерски филмски стваралац Фил Пицер, који је купио права на наставак. Пицер је такође покренуо судски поступак против Боба Рафелсона и Берта Шнајдера како би их спречио да поврате права на филм.